# علم النفس الموسيقي
قد يندرج علم النفس المتعلق بالموسيقى أو علم النفس الموسيقي كفرع تابع لكل من علم النفس وعلم الموسيقى، ويهدف هذا العلم لتفسير وفهم السلوكيات والتجارب الموسيقية، ويتضمن ذلك تفسير كيفية تلقي الموسيقى وكتابتها والتجاوب معها وإدراجها في الحياة اليومية. فعلم النفس المعاصر المتعلق بالموسيقى تجريبي بشكل أساسي، ويميل تطور محتواه على تفسير بيانات منهجية مبنية على ملاحظة تأثير الموسيقى على البشر وكيفية التفاعل معها، وعلم النفس المتعلق بالموسيقي علم بحثي له علاقة عملية مع الكثير من المجالات من ضمنها الأداء والتأليف والتعليم والنقد و العلاج الموسيقي، كما له علاقة بدراسة تصرفات البشر ومهاراتهم وأدائهم وذكائهم وإبداعهم وسلوكياتهم الاجتماعية.
يبين علم النفس المتعلق بالموسيقي جوانب غير نفسية لعلم الموسيقى وممارساته، ومثال على ذلك مساهمته في نظرية الموسيقى من خلال دراساته عن الإدراك والتصميم الحاسوبي للتراكيب الموسيقية، كاللحن والتناغم والتنغيم والإيقاع والوزن والتلحين الموسيقي، ويمكن أن يستفيد البحث في تاريخ الموسيقى من الدراسة المنهجية لتاريخ التشكيل الموسيقي، أو من التحاليل النفسية للملحنين ومؤلفاتهم الموسيقية وردات الفعل الإدراكية والتأثيرية والاجتماعية عليها، وكما يمكن أن يستفيد علم موسيقى الشعوب من المقاربة النفسية لدراسة الإدراك الموسيقي في الثقافات المختلفة.

## بداية تاريخ (الفترة التي تسبق 1860)
كان التركيز في دراسة الصوت والظاهرة الموسيقية قبل القرن التاسع عشر على التصاميم الرياضية لحدة الصوت والنغمة. وكانت أول التجارب العلمية المسجلة من القرن السادس قبل الميلاد، وبشكل خاص في عمل فيثاغورس وتأسيسه لنسبة طول الوتر البسيط والذي كون الانسجام بين كل نغمة، وهذه النظرية التي اثبتت انه يمكن فهم الصوت والموسيقى من ناحية جسمانية بحته، دعمها بعض من العلماء النظريون مثل أنكساغوراس وبوثيوس، وكان أرسطو أوناسيس واحداً من أول وأهم المعارضين لهذه النظرية، والذي تنبأ بعلم النفس المعاصر المتعلق بالموسيقى ويرى أنه لا يمكن فهم الموسيقى إلا من خلال الإدراك البشري لها وربطها بالذاكرة، وعلى الرغم من نظرياته، إلا أن اغلبية التعليم الموسيقي من العصور الوسطى وعصر نهضة الفن والأدب الأوربي مازالت على تعاليم فيثاغورس، وخصوصا برباعية المنهج المتعلق بعلم الفلك وعلم الهندسة وعلم الحساب وعلم الموسيقى،
وبينت أبحاث فنشنزو جاليلي (أب غاليليو) أنه عندما يتم تثبيت طول الوتر بشكل مستمر، وتغيير ضغطه وسماكته أو تلحينه فذلك قد يغير من حدة الصوت المنتج، وبناء على هذا كان يجادل على أن النسب البسيطة لطول الوتر لم تكن كافيه لتنتج ظاهرة موسيقية، وأن المقاربات الإدراكية البشرية للموسيقى أساسية، كما انه ادعى ان الاختلافات بين أنظمة التنغيم المتعددة كانت غير قابلة للإدراك، ولهذا لم يكن هنالك داعٍ لاختلاف النظريات، وكما ان دراسة المواضيع مثل الذبذبات الموسيقية والتناغم وسلسلة النغمات التوافقية والرنين، عززت الثورة العلمية المبنية على نظريات غاليليو وكبلر وميرسين وديكارت، ونتج عن هذا المزيد من الدراسات والنظريات فيما يتعلق بطبيعة الأعضاء الحسية ومنهجية الترتيب الأعلى، لاسيما من قبل أمثال سافارت وهيلمهولتز وكونيغ.

## النشأة (1960 - 1860)
شهدت أواخر القرن التاسع عشر تطور العلم النفسي المعاصر المتعلق بالموسيقي، وتوافق هذا مع ظهور العلم النفسي التجريبي العام الذي خضع لمراحل تطور مشابهه، فكانت المرحلة الأولى هي علم النفس البنيوي بقيادة فيلهلم فونت، والتي هدفت إلى تحليل التجارب إلى أصغر أجزائها القابلة للتعريف، وبنيت هذه الدراسة على الدراسات الصوتية للقرون السابقة، وتضمنت هذه الدراسة تطوير هيلمهولتز جهاز الرنين لعزل وفهم النغمات النقية والمركبة وإدراكهم، واستخدام الفيلسوف كارل ستومبف الأرغن الكنيسي وتجاربه الموسيقيه الخاصة لاستكشاف الجرس الموسيقي وحدة الصوت المثالية، وربط فونت تجربة الإيقاع مع التوتر الحركي والاسترخاء.
بينما مهد علم النفس البنيوي الطريق لعلم النفس الغشتالتي ودراسة السلوكيات على مطلع القرن، انتقل علم النفس المتعلق بالموسيقى من دراسة العناصر والنغمات المعزولة إلى دراسة الإدراك الموسيقي لعلاقاتهم المتداخلة وردود فعل البشر لهم، لكن وعلى الرغم من ذلك ظلت بعض الدراسات عالقة خلف الإدراك الجسماني البحت للموسيقى. في أوروبا، جيزا ريفيز وألبرت فيلك طوروا فهم أكثر تعقيدا لحدة الصوت الموسيقي، وفي الولايات المتحدة انتقل التركيز إلى تعليم الموسيقى وتدريب وتطوير المهارات الموسيقية بقيادة كارل سيشور وبرنامجه «قياس المواهب الموسيقية وعلم النفس للموهبة الموسيقية»، استخدم سيشور معدات مخصصة واختبارات معيارية لقياس ميلان الأداء الطلابي من العلامات الموحدة واختلاف الموهبة الموسيقية بين الطلاب.
كان ف. كرايسلر أول من استخدم مصطلح علم الموسيقى في عام 1963، عندما كان يعمل على كتابه «المعرفة الموسيقية». وتم تأسيس علم الموسيقى الأوروبي في اليونان، فكانوا يركزون على الفلسفة والمفاهيم التي ترتبط بأي علاقة مع الموسيقى. فظهرت النظريات العربية والمسيحية من خلال النظريات اليونانية العديدة. وعلى الرغم من أن نظرياتهم بقيت ولم تختفي، إلا أنه تم تحريفها في العصور الوسطى لأوروبا.

## العصر الجديد (من 1960 إلى وقتنا الحالي)
توسع علم النفس المتعلق بالموسيقي في النصف الثاني من القرن العشرين، ليغطي مجموعة واسعة من المجالات النظرية والتطبيقية، ونمى هذا المجال في الستينيات القرن الماضي مع العلوم المعرفية، ليتضمن مجالات بحث جديدة كالإدراك الموسيقي (وبشكل خاص في حدة الصوت والإيقاع والتناغم واللحن)، والتطور الموسيقي والموهبة والأداء الموسيقي والردود العاطفية للموسيقى.
وشهدت هذه الفترة نشأت مجلات لعلم النفس المتعلق بالموسيقى ومجتمعات ومؤتمرات ومجموعات بحث ومراكز وشهادات خصص تعطى لهذا المجال، وهو الامر الذي جلب البحوث نحو تطبيقات محددة، لتعلم الموسيقى والأداء الموسيقي والعلاج الموسيقي. بينما سمحت تقنيات علم النفس المعرفي لإجراء فحوصات أكثر موضوعية للسلوك والتجارب الموسيقية. ساهمت وبشكل كبير التطورات النظرية والتكنلوجية لعلم الأعصاب الطريق لعلم بتمهيد الطريق لعلم النفس المتعلق بالموسيقى نحو القرن الحالي.
فيما كان تركيز اغلبية أبحاث علم النفس المتعلق بالموسيقى على السياق الغربي للموسيقى، توسع مجال علم موسيقى الشعوب ليضم فحص كيفية اختلاف الأدراك والتطبيق الموسيقي في مختلف الحضارات.  كما أنه توسع ليصل للرأي العام. فقد ساعدت عدة كتب علوم مشهورة وأفضلها مبيعا في السنوات الأخيرة على إثارة الرأي العام لهذا المجال، لاسيما أمثال كتب دانيال ليفيتين «هذا هو عقلك في الموسيقى» (2006) و«العالم في ستة أغنيات» (2008)، وكتاب اوليفر ساكس «نزعة إلى الموسيقى» (2007) و«الإيتار الصفر» ل غاري ماركوس (2012)، وبالأخص كتاب «تأثير موزارت» المثير للجدل الذي أشعل نقاش طويل بين البحاثين والأكاديميين والسياسيون والعامة، بخصوص العلاقة بين الاستماع للموسيقى الكلاسيكية والقدرة على التعلم ودرجة الذكاء.

## مجالات البحث

### الإدراك والمعرفة
أغلب التركيز في مجال علم النفس المتعلق بالموسيقى قائم على السعي لفهم عملية استقبال المعرفة التي تدعم السلوكيات الموسيقية، والتي تتضمن الإدراك والاستيعاب والذكريات والتركيز والأداء، والتي كانت في بداية الأمر تندرج تحت مجال علم النفس المسموع والإحساسي، والنظريات المعرفية التي تتعلق بكيفية فهم الناس للموسيقى، والتي بدورها شملت مؤخرا علم الأعصاب والعلوم المعرفية والنظريات الموسيقية والعلاج الموسيقي وعلوم الحاسوب وعلم النفس والفلسفة واللغويات.

#### الردود العاطفية
أظهرت الموسيقى وبشكل ثابت قدرتها على إثارة ردود عاطفية في مستمعيها، ولقد تم دراسة هذه العلاقة بين تأثر الإنسان والموسيقى بشكل مفصل. فتضمنت هذه الدراسة عزل أي من المواصفات الخاصة في الأعمال أو الأداء الموسيقي التي تبين أو تظهر ردات فعل عاطفية، وطبيعة ردات الفعل بنفسها، وكيفية تأثير سمات المستمع على تحديد ماهي الردات العاطفية، ويعتمد هذا المجال وله تأثير كبير على الفلسفة وعلم الموسيقى والجماليات والمؤلفات الموسيقية وأدائها، والتأثر الذي يشعر به المستمع العام للموسيقى أيضا جيد، فقد أظهرت دراسات ان شعور المتعة المرتبط بسماع الموسيقى العاطفية هو نتيجة إطلاق الدوبامين في الجسم المخطط في الدماغ – وهي نفسها المنطقة المسؤولة عن شعور التشويق والرغبة المرتبط بإدمان المخدرات.

### علم النفس العصبي
كمية كبيرة من البحوث المعنية بآليات عمل الدماغ تتعامل مع العلوم المعرفية التابعة للإدراك والأداء الموسيقي، وتتضمن دراسة هذه التصرفات على الاستماع للموسيقى والأداء والتلحين وعزف وكتابة الموسيقى والنشاطات التابعة لها، كما انها تعنى بشكل كبير في اساسيات جماليات الموسيقى والمشاعر الناتجة عنها. وقد يتم تدريب العلماء العاملين في هذا المجال على علم الأعصاب الإدراكي وعلم الأعصاب والتشريح العصبي وعلم النفس ونظريات الموسيقى وعلوم الحاسوب وغيرها من المجالات المرتبطة بها، وأيضا تدريبهم على استخدام تقنيات من هذه المجالات على أجهزه مثل جهاز التصوير بالرنين المغناطيسي الوظيفي وجهاز التحفيز مغناطيسي للدماغ وجهاز تخطيط الدماغ المغناطيسي وجهاز تخطيط أمواج الدماغ وجهاز التصوير المقطعي بالإصدار البوزيترونيز.
تتطلب العلوم المعرفية لأداء الموسيقى تفاعل الآليات العصبية في كل من الأنظمة الحركية والسمعية، حيث أن كل فعل يتم القيام به في الأداء الموسيقي ينتج عنه صوت يحفز بدوره تعبيرات لاحقة، والتي تثير بدورها تفاعلات حسية سمعية.

#### معالجة حدة الصوت

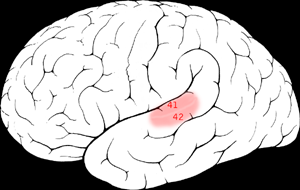
القشرة السمعية الأولية هي واحدة من المجالات الرئيسية المرتبطة بدقة حدة الصوت المتفوقة.

تعتمد عادةً حدة الصوت المُدركة على التردد الأساسي، ولكن يمكن تقليل الاعتماد على التردد الأساسي إذا وجد تناغم متوافق مع هذا التردد، ويسمى إدراك حدة الصوت بدون توافق التردد الأساسي في تحفيز الجسم حدة الصوت مفقودة التردد. كما أنه تم اكتشاف أن الخلايا العصبية الجانبية في «اي1» في القرود حساسة جدا، وبشكل خاص في التردد الأساسي للغنمة المركبة، وعليه تم افتراض أن ثبات حدة الصوت تعتمد على آليات عصبية.
يشار إلى ثبات حدة الصوت بالقدرة على إدراك ماهية حدة صوت من خلال تغيرات في الخصائص الصوتية، مثل علو الصوت وسعة تردد الصوت أو في الجرس الموسيقي، وتم اثبات أهمية مناطق قشرة الدماغ الجانبية لتصميم النغمة «اي1» في مجالات دراسة القشرة الدماغية البشرية والتصوير بالرنين المغناطيسي الوظيفي للدماغ. وتقترح هذه الدراسات ان نظام معالجة حدة الصوت هو نظام هرمي، ويتضمن لاحقا ظهور خصائص مادية للتحفيز السمعي أيضا.

##### حدة الصوت المثالية
تعرف حدة الصوت المثالية على أنها القدرة على تمييز حدة الصوت لنغمة الموسيقية أو لإنتاج نغمة موسيقية في حدة صوت معينة دون الاستعانة بحدة صوت خارجية كمرجع. وقد قدر العلماء تواجد حدة الصوت المثالية في شخص واحد من كل 10,000 شخص. وإن إذا كانت هذه القدرة فطرية أو قابلة للتعلم أمر ما زال قابل لنقاش، مع أدلة لكل من الأساس الجيني والفترة الحرجة التي يمكن فيها تعلم هذه القدرة وبشكل خاص إذا ربطت مع التدريب الموسيقي المبكر.

#### إنتاج الإيقاع
أثبتت دراسة السلوكيات أنه يمكن إدراك الإيقاع وحدة الصوت بشكل منفصل، ولكنهم أيضا يتفاعلان مع بعضهم في إنتاج إدراك موسيقي موحد، وهنالك دراسات قامت بربط تمييز الإيقاع السمعي وإعادة انتاجه في المرضى الذي يعانون من إصابات في الدماغ بوظائف المناطق السمعية للفص الصدغي، ولكنها أظهرت أنه لا يوجد تناسق في التمركز والتخصيص الجانبي للدماغ. وبينت الدراسات علم النفس العصبي وتصوير الأعصاب أن المناطق الحركية في الدماغ تساهم في كل من إدراك وإنتاج الإيقاعات.
حتى وفي الدراسات التي يكون فيها الشخص يستمع للإيقاع فقط، يدخل في هذه العملية العقد القاعدية والمخيخ والقشرة الظهرية الحركية والمنطقة الحركية الإضافية. وقد يعتمد تحليل الإيقاع على التفاعلات بين أنظمة الاستماع الحركة.

#### العلاقة الرابطة بين الأعصاب والتدريب الموسيقي
على الرغم من أنه يمكن دراسة التفاعل السمعي والحركي في البشر بدون تدريب موسيقي رسمي، إلا أن الموسيقيون مجموعة ممتازة لدراسة بسبب ارتباطهم الطويل والغني بالأنظمة الحركية والسمعية، وبينت الدراسة أن الموسيقيين لديهم تكيفات جسدية ترتبط مع تدريباتهم. ولاحظت بعض الدراسات التي تشمل تصوير الأعصاب أن الموسيقيين أظهروا مستويات نشاط أقل في المناطق الحركية مقارنة بغير الموسيقيين في أثناء القيام بمهمة حركية بسيطة والتي تقترح ان الموسيقيين موضوع دراسة أفضل لهذه الرابطة العصبية.

#### الصور الحركية
أظهرت دراسات سابقة للتصوير العصبي وبشكل ثابت، انه عندما يتخيل غير الموسيقيين سماع مقتطفات صوتية يحدث حركة في متوسط الحركة البسيط ومناطق الأمام الحركي وأيضا في القشور المتعلقة بالسمع، مثل ما تم مع الموسيقيين عندما طلب منهم تخيل بالقيام بأداء موسيقي.

## مراكز البحث والتدريس
استراليا:
- مختبر الموسيقى والصوت والأداء، جامعة ماكواري [40]
- مبادرة الموسيقى والعقل والرفاهية، جامعة ملبورن [41]
- مجموعة علم الموسيقى التجريبية، جامعة نيو ساوث ويلز [42]
- مركز التميز ARC لتاريخ العاطفة، جامعة أستراليا الغربية [43]
- معهد ماركس، جامعة ويسترن سيدني [44]
- النمسا:

- مركز علم الموسيقى المنهجي، جامعة غراتس [45]
- وحدة علم النفس المعرفي، جامعة كلاغنفورت [46]

بلجيكا:
- معهد علم النفس الصوتي والموسيقى الإلكترونية، جامعة غنت [47]

كندا:
- مركز البحوث متعددة التخصصات في الموسيقى والإعلام والتكنولوجيا، جامعة ماكجيل [48]
- الموسيقى والبحوث الصحية التشاركية، جامعة تورنتو [49]
- مختبر الإدراك الموسيقي، جامعة كوينز [50]
- مختبر بحوث الإدراك السمعي والإدراك الموسيقي والتدريب، جامعة جزيرة الأمير إدوارد [51]
- سمارت لاب، جامعة ريرسون [52]
- مختبر الموسيقى، الصوتيات، الإدراك، والتعلم (MAPLE)، جامعة مكماستر [53]
- معهد مكماستر للموسيقى والعقل، جامعة مكماستر [54]
- برامس - المختبر الدولي لأبحاث الدماغ والموسيقى والصوت، جامعة مونتريال وجامعة ماكجيل [55]
- مركز البحوث في الدماغ واللغة والموسيقى، جامعة مونتريال [56]

- مختبر الموسيقى وعلوم الأعصاب، جامعة أونتاريو الغربية [57]

الدنمارك:
- مركز للموسيقى في الدماغ، جامعة آرهوس [58]

فنلندا:
- مركز التميز الفنلندي في البحوث الموسيقية متعددة التخصصات، جامعة جيفاسكيلا [59]

فرنسا:
- فريق الإدراك السمعي والصوت النفسي، جامعة كلود برنارد ليون 1 [60]
- جامعة بورغوندي
- IRCAM، مركز بومبيدو [61]

المانيا:
- جامعة هالي فيتنبرغ
- معهد علم الموسيقى المنهجي، جامعة هامبورغ [62]
- معهد فسيولوجيا الموسيقى وطب الموسيقيين، Hochschule für Musik، Theater und Medien Hannover [63]
- مختبر الموسيقى هانوفر، هوخشول فور موسيك، مسرح أوند ميدين هانوفر [64]
- جامعة كولونيا
- جامعة أولدنبورغ
- المدرسة العليا للموسيقى (فورتسبورغ)
- جامعة كيمنتس للتكنولوجيا

أيسلندا:
- مركز البحوث الموسيقية، جامعة أيسلندا [65]

ايرلندا:
- جامعة ليمريك

اليابان
- جامعة كيوشو

كوريا:
- جامعة سيول الوطنية

هولندا:
مجموعة الإدراك الموسيقي، جامعة أمستردام 
النرويج:
مركز للموسيقى والصحة، الأكاديمية النرويجية للموسيقى 
بولندا:
- وحدة علم نفس الموسيقى، جامعة فريديريك شوبان للموسيقى [68]
- الأداء الموسيقي ومختبر المخ، جامعة العلوم المالية والإدارية في وارسو [69]

سنغافورة:
- مجموعة الإدراك الموسيقي، قسم الحوسبة الاجتماعية والمعرفية، معهد الحوسبة عالية الأداء، A * STAR [70]

اسبانيا:
مجموعة تكنولوجيا الموسيقى، جامعة بومبيو فابرا 
السويد:
- الكلام والموسيقى والسمع، المعهد الملكي للتكنولوجيا [72]
- مجموعة علم النفس الموسيقي، جامعة أوبسالا [73]

المملكة المتحدة:
- مركز للموسيقى والعلوم، جامعة كامبريدج [74]
- مجموعة الموسيقى والعلوم الإنسانية، جامعة إدنبرة [75]
- مركز البحوث النفسية، جامعة كيلي [76]
- مختبر الموسيقى والعلوم، جامعة دورهام [77]
- مركز متعدد التخصصات للبحث العلمي في الموسيقى، جامعة ليدز [78]
- مجموعة علم النفس الاجتماعي والتطبيقي، جامعة ليستر [79]
- مجموعة الموسيقى والعقل والدماغ، جولدسميث، جامعة كوليدج لندن [80]
- مركز بحوث التعليم الدولي للموسيقى، معهد التعليم في جامعة كاليفورنيا، كلية لندن الجامعية [81]
- مختبر الإدراك الموسيقي، جامعة كوين ماري في لندن [82]
- كلية الموسيقى، جامعة أكسفورد [83]
- مركز أبحاث الموسيقى التطبيقية، جامعة روهامبتون [84]
- مركز علوم الأداء، الكلية الملكية للموسيقى [85]
- مركز أبحاث الأداء الموسيقي، الكلية الملكية الشمالية للموسيقى [86]
- قسم الموسيقى، جامعة شيفيلد [87]

الولايات المتحدة:
- مختبر الموسيقى والتصوير العصبي، مركز بيث إسرائيل الطبي للشماس وكلية طب هارفارد [88]
- مختبر الإدراك السمعي والعمل، جامعة بوفالو [89]
- جاناتا لاب، جامعة كاليفورنيا، ديفيس [90]
- مختبر علم الموسيقى النظامي، جامعة كاليفورنيا، لوس أنجلوس [91]
- قسم علم النفس، جامعة كاليفورنيا، سان دييغو [92]
- UCSB Music Cognition Lab، جامعة كاليفورنيا (سانتا باربرا) [93]
- مختبر ديناميات الموسيقى، جامعة كونيتيكت [94]
- مختبر الإدراك الموسيقي، جامعة كورنيل [95]
- الإدراك الموسيقي في مدرسة إيستمان للموسيقى، جامعة روتشستر [96]
- مركز البحوث الموسيقية، جامعة ولاية فلوريدا [97]
- مختبر الإدراك والحساب الموسيقي، جامعة ولاية لويزيانا [98]
- مختبر إدراك اللغة والموسيقى، جامعة ماريلاند [99]
- مختبر الإدراك السمعي والتطوير، جامعة نيفادا، لاس فيجاس [100]
- مختبر علم السمع العصبي، جامعة نورث وسترن [101]
- برنامج نظرية الموسيقى والإدراك، جامعة نورث وسترن [102]
- مختبر الإدراك الموسيقي، جامعة برينستون [103]
- مختبر علم الموسيقى المعرفي والمنهجي، جامعة ولاية أوهايو [104]
- مجموعة تعلم الموسيقى والإدراك والإدراك، جامعة أوريغون [105]
- مركز أبحاث الكمبيوتر في الموسيقى والصوتيات، جامعة ستانفورد [106]
- مختبر داولينج، جامعة تكساس في دالاس [107]
- معهد البحوث الموسيقية، جامعة تكساس في سان أنطونيو [108]
- مختبر الإدراك الموسيقي والثقافة والتعلم، جامعة واشنطن [109]
- مختبر الموسيقى والتصوير والديناميات العصبية (MIND)، جامعة ويسليان [110]
- مختبر أبحاث الدماغ وعلم الأعصاب متعدد التخصصات، جامعة ميشيغان الغربية [111]

## مقالات ذات صلة
- علم الموسيقى الحيوية

## قراءة موسعة